# Агатти
Ага́тти (малаял. അഗത്തി ഐലന്റ്) — небольшой остров в составе Лаккадивских островов, Лакшадвип, Индия. Расстояние до материка — 350 км.

## Описание
Остров сильно вытянут с юго-запада на северо-восток: при длине в 8 километров, его ширина не превышает 900 метров. Со всех сторон остров окружён коралловыми рифами. В прибрежных водах водятся промысловые рыбы, особенно много тунца.

## Туризм
На острове находится единственный аэропорт Лаккадивских островов, есть несколько мечетей, один небольшой отель на 20 мест. Есть регулярные авиарейсы и паромное сообщение с материком и многочисленными соседними островами. Для посещения Агатти необходимо разрешение от Администрации Лаккадивских островов и подтверждение о наличии места, где отдыхающий будет проживать. Употребление алкоголя на Агатти запрещено.